# 中牟田倉之助
中牟田 倉之助（なかむた くらのすけ、1837年3月30日（天保8年2月24日）- 1916年（大正5年）3月30日）は、日本の海軍軍人。海軍大学校長、枢密顧問官、子爵。幼名は武臣。

## 経歴
金丸孫七郎の次男だったが、母の実家である中牟田家に養子に入って家督した。
佐賀藩主・鍋島直正の推薦で安政3年（1856年）、20歳で長崎海軍伝習所へ入所。1859年（安政6年）に伝習所が廃止されると帰藩し、三重津海軍所で佐賀藩海軍方助役を務めて海軍力の発展を促す。
文久2年（1862年)、高杉晋作、名倉松窓、五代友厚らとともに幕府使節随行員として幕府の千歳丸で上海を訪問する。
慶応4年（1868年）に戊辰戦争が勃発すると奥州方面へ出陣し、北越戦争に参戦して旧幕府軍を追討。明治2年（1869年）3月に新政府軍艦「朝陽丸」の艦長に任命されると、4月には品川沖を出航して蝦夷地での箱館戦争に参戦した。しかし箱館総攻撃の5月11日、旧幕府軍艦「蟠龍丸」の砲弾が「朝陽丸」の火薬庫を直撃し大爆発を起こす。中牟田は奇跡的にも英国船「パール号」に救助されて一命を取り留めたが重傷で、副艦長夏秋又之助以下50人余りの乗組員を失った。同年秋（明治2年10月）、慶應義塾に入り英学を学ぶ。
戊辰戦争時の勲功により明治3年（1870年）に海軍中佐、明治5年（1872年）には海軍大佐に昇進。海軍兵学寮校長を合計5年間務め、草創時の海軍兵学校教育にあたる。この時期の生徒が山本権兵衛や上村彦之丞らである。明治10年（1877年）の西南戦争でも勲功があったため海軍中将に昇進。後、海軍大学校長や枢密顧問官も務める。1905年（明治38年）10月19日に退役した。
日清戦争直前、海軍軍令部長を務めていたが、清の北洋艦隊の戦力を高く評価し、徹底した非戦派であった。1894年（明治27年）、開戦派であった山本権兵衛に軍令部長を解任され、樺山資紀と交代させられた。また、同年、陸軍中将であった西郷従道が最初の海軍大将となった。この出来事は、草創期の海軍にあって二大勢力であった佐賀藩出身者の薩摩藩出身者への敗北であったといわれる。なお中牟田の開戦に対する慎重な態度を評価し、対米開戦に反対したのが佐賀海軍の後輩、百武源吾である。
大正5年（1916年）死去。享年80。

## 栄典
位階
- 1873年（明治6年）6月25日 – 正五位[9]
- 1886年（明治19年）10月20日 - 従三位[10]
- 1894年（明治27年）6月30日 - 正三位[11]
- 1899年（明治32年）12月20日 - 従二位[12]
- 1913年（大正2年）2月28日 - 正二位[13]

爵位
- 1884年（明治17年）7月7日 - 子爵[14]

勲章等
| 受章年                     | 略綬 | 勲章名                   | 備考 |
| -------------------------- | ---- | ------------------------ | ---- |
| 1888年（明治21年）5月29日  |      | 勲一等旭日大綬章         |      |
| 1889年（明治22年）11月25日 |      | 大日本帝国憲法発布記念章 |      |
| 1912年（大正元年）8月1日   |      | 韓国併合記念章           |      |
| 1915年（大正4年）11月10日  |      | 大礼記念章（大正）       |      |

外国勲章佩用允許
| 受章年                   | 国籍         | 略綬 | 勲章名                     | 備考 |
| ------------------------ | ------------ | ---- | -------------------------- | ---- |
| 1880年（明治13年）9月1日 | イタリア王国 |      | 王冠勲章グランウフヒチアレ |      |

## 親族
- 実父・金丸孫七
- 妻　梅子 - 佐賀藩士石井彦蔵（忠彬）の娘
- 長男 中牟田武正 - 第67号水雷艇長として日本海海戦に参戦。のち海軍中佐。1877年生まれ、1918年2月1日死去[20]。妻・幸子の岳父に子爵毛利元敏。長男・武信が襲爵。娘婿に松田寿男、三橋敏夫
- 二女・令子 - 塚原周造の妻
- 三女・常子 - 入沢達吉の妻
- 四女・千代子 - 伊東忠太の妻
- 五女・貞子 - 小寺謙吉の妻
- 義弟　石井弥六 - 東京市深川区・本所区・四谷区長
- 義甥　石井義太郎 - 海軍少将
- 曾孫　松田利彬 - 編集者